# Lill-Viskatjärnen
Lill-Viskatjärnen är en sjö i Bjurholms kommun i Ångermanland och ingår i Lögdeälvens huvudavrinningsområde. Sjön har en area på 0,0562 kvadratkilometer och ligger 281 meter över havet. Sjön avvattnas av vattendraget Blåbergssjöbäcken.

## Delavrinningsområde
Lill-Viskatjärnen ingår i det delavrinningsområde (709813-164274) som SMHI kallar för Utloppet av Lill-Viskatjärnen. Medelhöjden är 309 meter över havet och ytan är 2,2 kvadratkilometer. Det finns ett avrinningsområde uppströms, och räknas det in blir den ackumulerade arean 3,54 kvadratkilometer. Blåbergssjöbäcken som avvattnar avrinningsområdet har biflödesordning 2, vilket innebär att vattnet flödar genom totalt 2 vattendrag innan det når havet efter 86 kilometer. Avrinningsområdet består mestadels av skog (74 procent) och sankmarker (22 procent). Avrinningsområdet har 0,03 kvadratkilometer vattenytor vilket ger det en sjöprocent på 1,2 procent.